# 水島臨海鉄道港東線
港東線（こうとうせん）は、岡山県倉敷市の水島駅から東水島駅に至る水島臨海鉄道の鉄道路線である。貨物営業のみを行っている貨物線である。

## 路線データ
- 管轄（事業種別）： 水島臨海鉄道（第一種鉄道事業者）
- 路線距離（営業キロ）：3.6 km
- 軌間：1067 mm
- 駅数：
  - 旅客駅：1駅（水島駅）
  - 貨物駅：1駅（東水島駅）
- 複線区間：なし（全線単線）
- 電化区間：なし（全線非電化）
- 閉塞方式：スタフ閉塞式
- 最高速度：50 km/h[1]
- 保安装置：ATS-SM

## 歴史
- 1962年（昭和37年）7月1日：倉敷市営鉄道として水島駅 - 日鉱前駅間 (3.3 km) が開業
- 1966年（昭和41年）以前：日鉱前駅を東水島駅に改称
- 1970年（昭和45年）4月1日：水島臨海鉄道に移管。
- 1972年（昭和47年）3月15日：東水島駅を移転、0.3 km延長。
- 1992年（平成4年）9月7日：水島駅 - 東水島駅間のうち2.3 km高架化[2]。

## 駅一覧
- 括弧内は起点からの営業キロ。

水島駅 (0.0 km) - 東水島駅 (3.6 km)

## 接続路線
- 水島駅：水島臨海鉄道水島本線